# (9354) 1991 VF7
1991 في أف 7 (ويعرف أيضًا باسم (9354) 1991 في أف 7 وفق تسمية الكوكب الصغير) (بالإنجليزية: 1991 VF7)‏ هو كويكب ضمن حزام الكويكبات؛ وترتيبه 9354 من حيث الاكتشاف.
اكتُشف هذا الجُرم الفلكي بواسطة هيروشي كانيدا في 11 نوفمبر 1991.

## وصلات خارجية
- (9354) 1991 VF7 في قاعدة بيانات مختبر الدفع النفاث لأجرام النظام الشمسي الصغيرة

- الاكتشاف · مخطط المدار ·  العناصر المدارية · المعلمات المادية

- (9354) 1991 VF7 على موقع ويكي سكاي: DSS2, SDSS, GALEX, IRAS, Hydrogen α, X-Ray, Astrophoto, Sky Map, Articles and images